# Мадона дел Сасо
Мадо̀на дел Са̀со (на италиански: Madonna del Sasso; на пиемонтски: Bolej, Болей, на местен диалект: Bulej, Бюлей) е община в Северна Италия, провинция Вербано-Кузио-Осола, регион Пиемонт. Разположена е на 696 m надморска височина. Населението на общината е 397 души (към 2010 г.).
Административен център на общината е село Болето (Boleto).